# Pandemia de COVID-19 en Panamá
El primer caso de la pandemia de COVID-19 en Panamá se dio a conocer el día 8 de marzo de 2020, una mujer panameña, de 40 años, quien ingreso al país en un vuelo procedente de Barajas, España. El 9 de marzo la Ministra de Salud, Rosario Turner comunica que efectivamente una vez realizadas todas las pruebas en el Instituto Conmemorativo Gorgas, el Ministerio de Salud (MINSA) está en la capacidad de comunicar que se ha confirmado el primer caso de COVID-19.
La primera muerte fue confirmada el 10 de marzo; el paciente fallecido era el director del Colegio Monseñor Francisco Beckman una escuela secundaria de Ciudad de Panamá. El Presidente de Panamá, Laurentino Cortizo, decreto el día 13 de marzo de 2020 el Estado de Emergencia debido a la pandemia por Covid-19 en todo el país siendo de manera indefinida a diferencia de otros países de la región. 
El total de casos activos a 28 de enero de 2023 eran 899, mientras que los que estaban en aislamiento domiciliario eran 834, los hospitalizados en sala eran 64 y en Unidad de Cuidados Intensivos (UCI) hasta esa fecha había 1 paciente.
Hasta el 1 de marzo de 2023, se contabiliza la cifra de 1,031,273 casos confirmados, 8,604 fallecidos y 1,020,206 recuperados del virus.

## Cronología

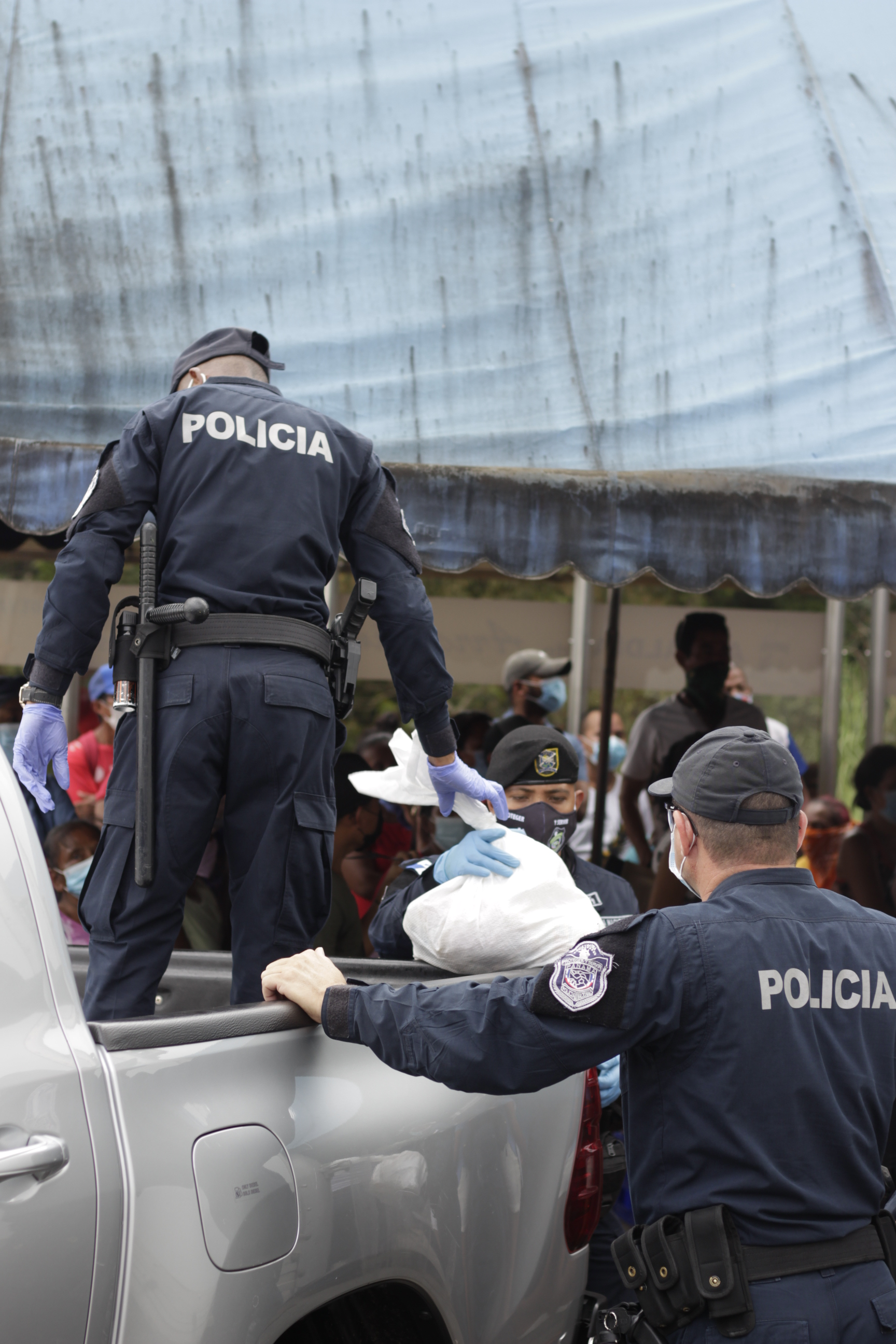
Miembros de la Policía Nacional de Panamá, entregan bolsas con víveres suministradas por la Alcaldía de Arraiján, a residentes de Loma Cova. (28 de abril de 2020)

El mismo día en que se produjo la primera muerte a causa de la pandemia, se reportaron 36 nuevos casos de coronavirus. Las áreas afectadas fueron la Provincia de Panamá (Panamá Norte, Panamá Centro y el Distrito de San Miguelito) y la Provincia de Panamá Oeste (Barrio Colón, La Chorrera) y se estableció la prohibición temporal de algunos vuelos aéreos procedentes de Europa. El 14 de marzo de 2020 la cifra de afectados se elevó a 43 personas donde 37 personas están en aislamiento domiciliario, 5 hospitalizados 2 de ellos en estado crítico y 1 fallecido. La zonas afectadas son la Provincia de Panamá (Panamá Metro, Panamá Norte y el Distrito de San Miguelito). El Gobierno de Panamá tomo nuevas medidas como Crear una Red de servicios de Laboratorios, Visitas domiciliarias médicas a posible pacientes afectado por coranavirus, la amenaza de un cerco sanitario debido a la salida de varios ciudadanos al interior de país para evitar contagios y la suspensión de vuelos de viajes procedentes de Europa y Asia. El gobierno panameño prohibió la visita a la casas hogares de ancianos para evitar la propagación del coronavirus.
El 15 de marzo las cifras aumentaron a 55 personas contagiadas por el coronavirus entre los nuevos casos figuran afectados en la Provincia de Colón (Barrio Norte de la Ciudad de Colón) y en la Provincia de Veraguas (Soná). El Gobierno de Panamá tomo estas medidas:
- Ordenó el cierre de actividades de diversión en hoteles, bares, parriladas, discotecas, cantinas, casinos y similares; e igualmente en los parques infantiles que funcionan dentro de restaurantes[11]
- Se prohibió el acceso a playas, ríos y balnearios mediante bandera roja del Sistema Nacional de Protección Civil.
- Se restringió la entrada a extranjeros al país.[9]
- El Ministerio de Educación suspendió las clases presenciales la semana pasada y ordenó módulos para los estudiantes, debido al brote de coronavirus.[12]

Se informó el día 16 de marzo de 2020 que se registraron 69 casos de COVID-19 en el país y 7 ellos estaban en cuidado intensivos. Autoridades panameñas informaron que la cifras de contagiados aumento a 86 casos confirmados por el contiago del coranavirus; el 30 % de los afectados son menores de 39 años. En las zonas más afectada son la Provincia de Panamá (Panamá Metro, Panamá Norte y el Distrito de San Miguelito, la Provincia de Panamá Oeste hubo un aumento de 15 casos ubicados en el Distrito de Arraijan (En los correguimientos de Nuevo Emperador, Veracruz, Juan Demóstenes Arosemena,  Arraiján y Vista Alegre), Distrito de La Chorrera, (En Santa Rita Guadalupe y Barrio Colón) y en el Distrito de Chame (Las Lajas), Provincia de Colón (Barrio Norte) y la Provincia de Veraguas donde se agregó otro paciente (Santiago de Veraguas y Soná). Se sanciona al primer paciente por abandonar la cuarenta en La Chorrera. El Órgano Judicial como el Ministerio Público de Panamá suspendieron los términos judiciales debido a la pandemia. El Ministerio de Salud y la Caja de Seguro Social ordenaron el Cerco Sanitario en el Hospital Dr. Ezequiel Abadía de Soná por el descubrimiento de 2 casos de coronavirus en lugar, posteriormente el Viceministro de Salud, Luis Francisco Sucre viajó a Soná y confirmó que hay 4 nuevos casos que están recluidos en el Hospital Luis Chicho Fabrega en la capital de la provincia.
El día 18 de marzo de 2020, el Gobierno de Panamá hizo los siguientes anuncio después de un Consejo de Gabinete:
1. A través del Decreto Ejecutivo N.º 490 en donde ordena el Toque de queda en todo el territorio nacional.[18]
2. La construcción de un hospital modular en un mes.
3. Cero aranceles para productos de higiene y limpieza.
4. Bonos de hasta de 100 dólares para los infectados.[19]

El 19 de marzo de 2020, los contagiados confirmados ascendían a 109 y las áreas afectadas eran: Provincia de Panamá (Panamá Norte con 12, Distrito de San Miguelito con 12 y Región Metropolitana 58) Provincia de Panamá Oeste con 22, Provincia de Veraguas con 4 (Sona y Santiago de Veraguas) y Provincia de Colón con 1. Poco después se informó que en total se habían registrado 137 casos confirmados.
El mismo día 19 de marzo, por instrucción del Presidente Laurentino Cortizo la Lotería Nacional de Beneficencia suspendió todos los sorteos desde el 23 de marzo hasta el 12 de abril. El Presidente de Panamá anunció que a partir de las 11:59 p. m. del domingo 22 de marzo de 2020 los vuelos internacionales de llegada y salida quedaban suspendidos.
El 20 de marzo el Ministerio de Salud y el Ministerio de Seguridad Pública mediante Decreto Ejecutivo n.º 499 establece cerco sanitario en las provincias de Provincia de Panamá, Panamá Oeste y Colón, en los puntos de acceso de las provincias siendo ejercidos por los servicios de seguridad de Panamá. El 23 de marzo el Presidente de Panamá y la Ministra de Salud declararon toque de queda a través del Decreto Ejecutivo N.º 505 desde las 5:00 p. m. a 5.00 a. m., así como también reforma en horario de las oficinas públicas de 8:00 a. m. a 12:00 p. m. empezando a regir el día siguiente. El 24 de marzo en Cadena nacional el Presidente de la República Laurentino Cortizo declara Toque de queda las 24 horas del día a partir del 25 de marzo a las 5:01 a. m. y anuncia el Plan Panamá Solidario como plan de alivio económico y un componente del Plan Protégete Panamá, El cual entregaría bonos y bolsas de comida a todas las personas afectadas económicamente por la crisis y la Ley seca mientras dure el Estado de Emergencia.
Al 30 de marzo, los casos confirmados habían ascendido a un total de 1075 y se habían reportado 27 muertes como producto de la pandemia. El día 26 de mayo el Gobierno Nacional a través de los Ministerios de Salud, Seguridad Pública, Trabajo y Desarrollo Laboral y Comercio e Industrias informan de la apertura del Bloque 2 de apertura gradual de comercios y del levantamiento del Toque de queda de 24 horas a uno de 7:00 p. m. a 5:00 a. m. a partir del 1 de junio.
Al 2 de junio los casos confirmados superan los 13 837 casos confirmados, 344 fallecidos y 9514 recuperados. Los talleres de mecánica automotriz y los servicios no calificados.
Hasta el 24 de septiembre se reportaron 108,990 casos positivos, 2,291 muertes y 84,437 recuperados. Al 2 de noviembre, se han reportado 134,915 casos acumulados, con 112,565 pacientes recuperados y 19,630 casos activos. El 15 de diciembre Panamá aprobó el uso de emergencia de la vacuna Pfizer contra el COVID-19, aunque ésta no estará disponible hasta 2021 en el país, que instaurará una cuarentena por fin de año para contener la pandemia.
El 20 de enero de 2021 el Ministerio de Salud (Minsa) confirmó del arribo de las primeras 12,840 vacunas contra la Covid-19 al país a las 12:30 a. m. al Aeropuerto Internacional de Tocumen Con esa reanudación de producción se garantiza que lleguen al país las 450,000 dosis pactadas para Panamá, las cuales se recibirían en el primer trimestre de 2021 A partir de las 10:30 a. m. se inició la vacunación a nivel nacional siendo la enfermera intensivista Violeta Edith Gaona de Cocheran en el Hospital Santo Tomás y el médico intensivista Simón Theoktisto en el Complejo Hospitalario Metropolitano Dr. Arnulfo Arias Madrid de la Caja de Seguro Social y posteriormente iniciando la vacunación a nivel nacional.
La Autoridad para la Innovación Gubernamental (AIG) por medio de su director, el Ingeniero Luis Oliva, informó de un convenio entre Apple y Google y el Gobierno de la República de Panamá para la activación de notificaciones por exposición al COVID-19 por medio de aplicativos móviles en los celulares de los panameños, empezando a estar disponible a partir del 15 de febrero en los celulares iOS y posteriormente en los Android, siendo Panamá pionera en la región en realizar este tipo de funciones para mejorar su trazabilidad de casos.
El 1 de marzo de 2021 el Ministerio de Salud panameño anunció mediante un comunicado que el país centroamericano adquirirá casi dos millones de dosis adicionales de la vacuna de la farmacéutica estadounidense Pfizer contra el COVID-19 por casi 24 millones de dólares. Esta compra se sumaría a una adquisición inicial por tres millones de dosis que anunció en noviembre del año pasado 2020 la nación, de las cuales ha recibido en tres lotes casi 158,000 inmunizadores. Panamá además está inscrita al mecanismo solidario de distribución COVAX que administra la Organización Mundial de la Salud (OMS) y ha inoculado hasta al momento a unas 100,000 personas. Su población por el momento es de 4.2 millones de habitantes.

Número de casos (azul) y número de fallecidos (rojo) en una escala logarítmica.

## Vacunación

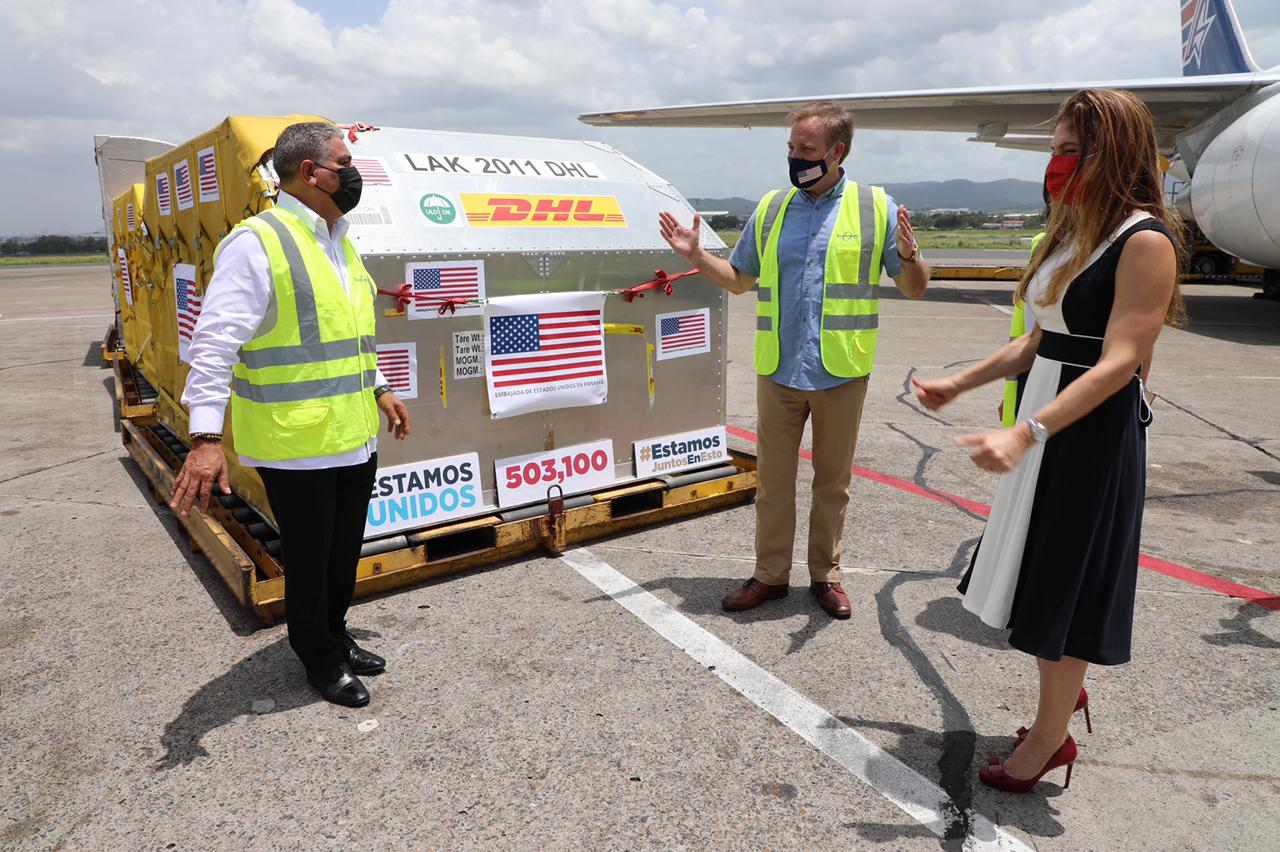
Entrega de dosis de vacunas Pfizer por parte del gobierno de Estados Unidos, en compañía del ministro de Salud y la ministra de Relaciones Exteriores de Panamá (julio 2021).

El plan de vacunación contra el Covid-19 en Panamá consta de cuatro fases que incluyen: (1) los trabajadores de la salud de primera línea, adultos mayores de 60 años, personas mayores de 16 años con alguna discapacidad, (2) personas mayores de 60 años y la población entre 16 y 59 años con enfermedades crónicas, maestros y administradores de escuelas y universidades, y personal de jardines infantiles, (3) población de las regiones y áreas de difícil acceso, conductores de transporte público y de carga, y personal de aeropuertos, aduanas y migración, (4) personas de 16 a 59 años sin enfermedades crónicas. Panamá ha sido uno de los países líderes en la vacunación contra el Covid-19. Al 21 de junio de 2021, 12,07 personas por cada 100 habitantes están totalmente vacunadas. De hecho, Panamá ha comprado11,1 millones de dosis de vacunas que cubren el 128,5% de la población. Panamá ha adquirido siete millones de dosis de BioNTech/Pfizer, tres millones de dosis de Sputnik V y 1,1 millones de dosis de AstraZeneca/Oxford, de las cuales 110.000  han llegado al país a través del mecanismo COVAX, una iniciativa global que tiene como objetivo el acceso equitativo a las vacunas Covid-19. A pesar de los intactos lazos diplomáticos con China, Panamá ha rechazado los tratos para contratar vacunas chinas mientras que otros países latinoamericanos dependen de donaciones de las mismas.